# Ine
Ine, též Ini nebo Ina (latinsky: Inus; narozen roku 670, zemřel po roce 726), byl anglosaským králem Wessexu z rodu Cerdikovců od roku 689 do roku 726. Při jeho nástupu na trůn ovládalo jeho království velkou část jižní Anglie. Nebyl však schopen udržet územní zisky svého předchůdce krále Cædwally, který podstatně rozšířil západosaská území. Na konci Ineovy vlády již nebyla království Kent, Sussex a Essex pod západosaskou nadvládou. Nicméně si král Ine udržoval kontrolu nad současným hrabstvím Hampshire a upevnil a rozšířil území Wessexu na západním poloostrově.
Do dějin se zapsal svým zákoníkem (leges Inae neboli „Ineovy zákony“) vydaným asi roku 694. Jedná se o první anglosaský zákoník vydaný mimo království Kent. Tyto zákony významně osvětlily historii anglosaské společnosti a odhalily Ineovo křesťanské přesvědčení. Během Ineovy vlády se obchod výrazně zvýšil, přičemž významným se stalo město Hamwic (nyní Southampton). Patrně v době jeho vlády začala ve Wessexu ražba mincí, i když žádná mince s jeho jménem se nedochovala.
Abdikoval v roce 726 a vydal se spolu se svou chotí Æthelburgou na pouť do Říma. Slovy soudobého kronikáře Bedy Ctihodného zanechal království „mladším mužům“. Na trůnu Wessexu ho vystřídal Æthelheard.

## Ineův původ a nástup na trůn
Rané zdroje se shodují, že Ine byl synem Cenreda a že Cenred byl synem Ceolwalda. Dále do minulosti je shoda menší. Ine se narodil kolem roku 670 a k jeho sourozencům patřil bratr Ingild a dvě sestry, Cuthburh a Cwenburg. Ingild je považován anglosaskými královskými rodokmeny za předka wessexského krále Ecgberhta a následujících králů Anglie. Cuthburh se stala manželkou northumbrijského krále Aldfritha a Ine sám byl ženatý s Æthelburgou. Beda Ctihodný říká, že Ine byl „z královské krve“, čímž míní královskou linii Gewisů, raného západosaského kmenového uskupení.
Ineův rodokmen a rodokmen dalších králů Wessexu je znám ze dvou zdrojů: z Anglosaské kroniky a k ní připojeného Západosaského genealogického královského seznamu. Kronika byla sepsána na konci 9. století, pravděpodobně na dvoře Alfréda Velikého, a některé z jejích análů obsahovaly krátké rodokmeny wessexských králů. Ty jsou často v rozporu s rozsáhlejšími informacemi v Západosaském genealogickém královském seznamu. Zdá se, že tyto nesrovnalosti vyplývají ze snah pozdějších kronikářů prokázat, že každý král na Západosaském genealogickém královském seznamu byl potomkem Cerdika, podle Anglosaské kroniky zakladatele západosaské královské linie v Anglii.
Ineovým předchůdcem na trůnu Wessexu byl král Cædwalla, ale existuje určitá nejistota ohledně přechodu moci z krále Cædwally na Inea. Cædwalla odstoupil v roce 688 a odešel do Říma, aby se zde nechal pokřtít. Podle Západosaského genealogického královského seznamu panoval Ine třicet sedm let a abdikoval v roce 726. Tyto údaje znamenají, že trůn získal až roku 689, což by mohlo naznačovat období nestability mezi abdikací krále Cædwally a nástupem krále Inea na trůn. Ine možná po určitou dobu vládl po boku svého otce Cenreda: existují slabé důkazy o společném vládnutí a silnější důkazy o tom, že nedlouho před tím vládnou pod dominantním vládcem ve Wessexu ještě „podkrálové“. Ine uznává pomoc svého otce při sestavování svého zákoníku. Dochovala se také pozemková donace, která naznačuje, že Cenred po nástupu Inea na trůn ve Wessexu stále vládl.

## Vláda

Mapka Wessexu a sousedních království v době krále Inea s místy zmíněnými v článku

Rozsah území Wessexu na začátku Ineovy vlády je poměrně známý. Údolí horní Temže po obou stranách řeky bylo dlouho územím Gewisů, i když již před nástupem Inea na trůn ztratil král Cædwalla území severně od řeky ve prospěch království Mercie. Je známo, že na západě před sto lety král Ceawlin dosáhl Bristolského zálivu. Západní Sasové od té doby dále rozšiřovali své území na jihozápadním poloostrově a zatlačovali na západ hranici s keltobritským královstvím Dumnonie, které svým rozsahem pravděpodobně zhruba odpovídalo současnými hrabstvími Devon a Cornwall. Za východní hranicí Západních Sasů se nalézalo království Východních Sasů, které zahrnovalo Londýn a současné hrabství Surrey. Na jihovýchodě na pobřeží východně od ostrova Wight byli Jižní Sasové. Za Sussexem leželo království Kent. Ineův předchůdce Cædwalla se stal vrchním vládcem většiny těchto jižních království, i když se mu nepodařilo zabránit mercijským nájezdům podél horní Temže.
Král Ine si udržel kontrolu nad ostrovem Wight a dále postoupil v Dumnonii, ale do konce jeho vlády byly ztraceny územní zisky, kterých předtím dosáhl král Cædwalla v Sussexu, Surrey a Kentu.

### Kent, Essex, Sussex a Surrey
Král Ine uzavřel mír v roce 694 s královstvím Kent, když jeho král Wihtred vyplatil Ineovi značnou částku jako odškodnění za smrt bratra krále Cædwally Mula, který byl zabit během kentského povstání v roce 687. Hodnota částky, kterou král Wihtred zaplatil, je nejistá. Většina rukopisů Anglosaské kroniky zaznamenává „třicet tisíc“ a některé specifikují třicet tisíc liber. Pokud se libry rovnají sceattům, pak tato částka představovala hodnotu života krále v saském systému Weregild, to znamená právní ocenění života člověka podle jeho postavení.
Po určitou dobu udržel král Ine vládu nad královstvím Sussex, které dobyl král Cædwalla v roce 686. Sussexský král Nothhelm je v listině z roku 692 označován jako Ineův příbuzný (snad spřízněný sňatkem). Sussex byl stále pod nadvládou Wessexu v roce 710, kdy byl král Nothhelm zmíněn, že se spolu s králem Inem zúčastnil tažení na západě proti Dumnonii.
Vláda nad oblastí současného hrabství Surrey, které možná nikdy nebylo nezávislým královstvím, v letech před panováním krále Inea přecházela mezi Kentem, Mercií, Essexem a Wessexem. Království Essex zahrnovalo také Londýn, přičemž součástí londýnské diecéze bylo i Surrey. Tato skutečnost se zdá být zdrojem třenic mezi králem Inem a králi Essexu a Mercie, dokud provincie Surrey nebyla převedena pod správu winchesterské diecéze roku 705. Důkaz pro Ineovu počáteční kontrolu nad Surrey pochází z předmluvy k jeho zákonům, v nichž zmiňuje londýnského biskupa Eorcenwalda jako „mého biskupa“. Následné vztahy krále Inea s Essexem osvětluje dopis napsaný v roce 704 nebo 705 londýnským biskupem Wealdherem canterburskému arcibiskupu Brihtwoldovi. Dopis se týká „sporů a neshod“, které vznikly „mezi králem Západních Sasů a vládci naší země“. Vládci, o nichž se Wealdhere zmiňuje, jsou essexští spolukrálové, bratři Sigeheard a Swæfred, a příčinou neshod byla praxe Essexu poskytovat útočiště vyhnancům z Wessexu. Král Ine souhlasil s mírem za podmínky, že wessexští vyhnanci budou vypovězeni. K řešení sporů byl plánován koncil v Brentfordu. Tehdy již Surrey bylo jasně mimo západosaskou kontrolu.
Beda Ctihodný zaznamenává, že král Ine držel Sussex v podřízenosti po „několik let“, ale v roce 722 západosaský princ královské krve (ætheling) a rebel Ealdbert uprchl do Surrey a Sussexu. V důsledku toho král Ine napadl Sussex. O tři roky později napadl král Ine Sussex znovu a tentokrát Ealdberta zabil. Před těmito událostmi se Sussex zjevně vymanil ze západosaské nadvlády. Je možné, že Ealdbert byl Ineovým synem nebo synovcem (synem Ineova bratra Ingilda), který se marně snažil být uznán jako jeho dědic.

### Dumnonie a Mercie
Dle Anglosaské kroniky bojovali v roce 710 králové Ine a Nothhelm proti králi Dumnonie Geraintovi. Anglický mnich a kronikář Jan z Worcesteru uvádí, že král Geraint byl v této bitvě zabit. Tradičně se předpokládalo, že Ineův postup přinesl západosaskou kontrolu nad současným hrabstvím Devon, přičemž novou hranicí s Dumnonií se stala řeka Tamar. To se však neshoduje s následujícími událostmi, jako je bitva u Hehilu nebo Æthelstanovo vyhnání britských Keltů („Západních Velšanů“) z Isky (současné město Exeter). Kronika z 10. století Annales Cambriae zaznamenává, že v roce 722 britští Keltové porazili své nepřátele v bitvě u Hehilu. „Nepřáteli“ musí být král Ine nebo jeho lidé, ale místo bitvy není identifikované. Historici ho umisťovali jak do Cornwallu, tak do Devonu.
Král Ine bojoval v roce 715 u Woden's Barrow, buď proti mercijskému vojsku vedeným králem Ceolredem, anebo naopak spolu s ním proti nejmenovanému protivníku. Výsledek bitvy není zaznamenán. Woden's Barrow je neolitická mohyla nyní nazývaná Adamův hrob v Alton Prior v současném hrabství Wiltshire. Král Ine zřejmě nezískal žádná území severně od Temže, které patřila Západním Sasům za dřívějších králů. Je ale známo, že ovládal jižní břeh: listina z roku 687 ukazuje, že věnuje církvi pozemky ve Streatley na Temži a blízkém Basildonu.

### Jiné konflikty
V roce 721 zaznamenává Anglosaská kronika, že král Ine zabil jistého Cynewulfa, o kterém není nic víc známo, i když jeho jméno naznačuje spojení s královskou linií Wessexu. V královské rodině se krátce poté objevil spor: Dle Anglosaské kroniky v roce 722 Inova manželka, královna Æthelburg, vypálila město Taunton, které její manžel postavil na počátku své vlády, kolem roku 710. Důvodem zničení Tautonu byla snad její snaha, aby město nepadlo do rukou povstalců.

## Domácí politika
První zmínka ve Wessexu o titulu hraběte (ealdorman) a první odkazy na hrabství, která v souvislosti s tímto titulem vznikla, se objevují během Ineovy vlády. Lze předpokládat, že to byl král Ine, kdo rozdělil Wessex na územní celky blížící se moderním hrabstvím Hampshire, Wiltshire, Somerset, Devon a Dorset, i když jejich hranice mohly ovlivnit i správní hranice dřívější. Vznik těchto hrabství možná také pochází od rozdělení království mezi členy královské rodiny.
Během Ineovy vlády kolem roku 710 byla na západním břehu řeky Itchen založena obchodní osada Hamwic. Místo je nyní součástí moderního města Southamptonu. Archeologické objevy svědčí o velké ekonomické aktivitě týkající se řemesel jako sklářství, tkaní a kovářství a kovodělnictví obecně. Možná zde byly i koželužny, pokud lze takto interpretovat místní nálezy mnoha zvířecích kostí. Nalezlo se zde také různé importované zboží, což je známkou významné činnosti obchodní: mlýnské kameny, brusné kameny a hrnčířské výrobky. Nálezy sceatt z města zahrnují i fríské mince. Není známo, zda se král Ine o Hamwic zajímal, ale některé druhy zboží, kterému dával přednost včetně zboží luxusního, se do Hamwiku dovážely a obchodníci pravděpodobně potřebovali královskou ochranu. Celková populace Hamwiku se odhaduje na 5 000 lidí. Tak vysoký počet obyvatel sám o sobě znamená zapojení krále Inea, neboť nikdo kromě krále by nebyl schopen zajistit výživu a ubytování tak velké skupiny lidí.
Růst obchodu zhruba po roce 700 postupoval souběžně s rozšířením oblasti oběhu tehdejších běžných mincí sceatt do údolí horní Temže. Předpokládá se, že první západosaské mince byly raženy během Ineovy vlády, ačkoli žádné mince nesoucí jeho jméno se nenašly. Pro sceatty bylo totiž typické, že nenesly žádnou zmínku o panujícím králi.

## Zákony

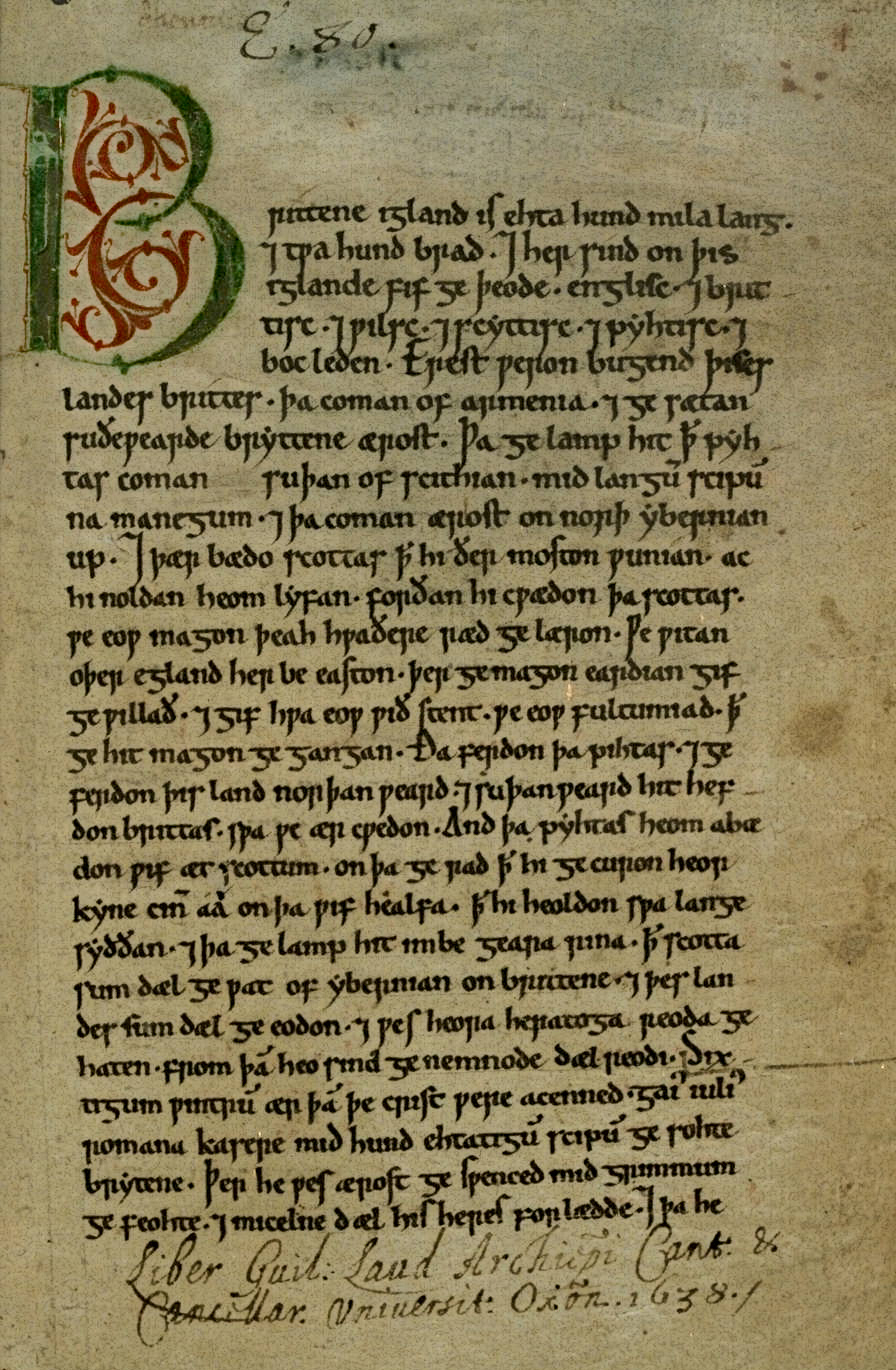
Úvodní stránka Peterboroughské kroniky (rukopis „E“ Anglosaské kroniky, pod MS 173 na Corpus Christi College Univerzity v Cambridgi), která obsahuje nejstarší dochovanou kopii Ineových zákonů.

Nejstarším dochovaným anglosaským zákoníkem, pocházejícím patrně z let 602 nebo 603, je zákoník kentského krále Æthelberhta, jehož vláda skončila v roce 616. V 70. nebo 80. letech 7. století byl vydán zákoník jménem kentských králů Hlothhera a Eadrika. Dalšími králi, kteří vydali soubor zákonů, byli kentský král Wihtred, a potom král Ine.
Data vydání zákonů králů Wihtreda a Inea jsou poněkud nejistá, ale existuje důvod se domnívat, že své zákony vydal král Wihtred 6. září 695, zatímco Ineovy zákony byly sestaveny v roce 694 nebo krátce předtím. Král Ine se nedlouho před tím shodl s králem Wihtredem na mírových podmínkách zahrnujících kompenzaci za Mulovu smrt. Existují náznaky, že oba vládci na tvorbě svých zákonů do určité míry spolupracovali. Kromě shodného načasování existuje jedna klauzule, která se v obou zákonících objevuje téměř ve stejné podobě. Dalším náznakem spolupráce je to, že Wihtredovy zákony používají západosaský termín pro šlechtice gesith, místo kentského termínu eorlcund. Lze se domnívat, že vydat zákoníky bylo pro oba krále otázkou prestiže, aby obnovili autoritu krále po období nepokojů v obou královstvích.
Ineovy zákony se dochovaly pouze proto, že je král Alfred Veliký připojil ke svému vlastnímu zákoníku. Nejstarší dochovaný rukopis, a jediná jeho úplná kopie, je rukopis MS 173 uložený na Corpus Christi College v Cambridgi, který obsahuje jak Alfrédův zákoník, tak i zákoník Ineův a nejstarší existující text Anglosaské kroniky. Zachovaly se další dva neúplné texty. Jeden byl původně úplnou kopií Ineových zákonů coby část rukopisu MS Cotton Otho B xi uchovaného v Britské knihovně, ale tento rukopis zničil z velké části požár v roce 1731 v londýnském Ashburnham House. Při požáru unikly destrukci pouze kapitoly 66 až 76.2 Ineových zákonů. Fragment Ineových zákonů lze nalézt také v Britském muzeu jako MS Burney 277.
Je možné, že nemáme Ineovy zákony v jejich původní podobě ze 7. století. Král Alfréd uvádí v prologu ke svým zákonům, že odmítl ty dřívější zákony, které se mu nelíbily. Nespecifikoval, jaké zákony vynechal, ale pokud se jednalo o zákony, které již v jeho době nebyly relevantní, nelze předpokládat, že dochovaná verze Ineových zákonů je úplná.
Prolog k Ineovým zákonům uvádí královy poradce. Jmenováni jsou tři lidé: biskupové Eorcenwald a Hædde a Ineův otec král Cenred. Ine byl křesťanský král a jeho záměr podpořit křesťanství je ze zákonů jasný. Například přísaha příjemce svátosti má větší váhu než přísaha nekřesťana. Řeší se také křest a dodržování náboženských předpisů. Značná pozornost je také věnována občanským nařízením, a to více než v soudobých kentských zákonech.
Jeden ze zákonů uvádí, že obecní půda může být ohrazena několika ceorly (soudobé označení saských svobodných sedláků). Jakýkoli ceorl, který však svůj podíl neohradí a dovolí, aby jeho dobytek pronikl na pole někoho jiného, nese odpovědnost za způsobenou škodu. To neznamená, že země byla držena společně. Každý ceorl měl svůj vlastní pás země, který ho živil. Je zajímavé, že králův zákon je vyžadován k urovnání relativně menší záležitosti. Zákony nezmiňovaly roli místních pánů při vymáhání právních norem od ceorlů. Z tohoto a dalších zákonů je zřejmé, že nájemci měli držbu půdy od pána. Úzké zapojení krále naznačuje, že vztah mezi pánem a nájemcem byl pod královou kontrolou.
Zákony zabývající se zatoulaným skotem poskytují první písemný důkaz o hospodaření open-field system. Ukazují, že zemědělská produkce open-field system byla praktikována ve Wessexu v Ineově době, a je pravděpodobné, že se jednalo také o převládající zemědělskou metodu napříč anglickou oblastí tradičně nazývanou Midlands, a dále až na severovýchod až po království Lindsey a Deira. Avšak celý Wessex tento systém nepoužíval. Používán nebyl kupříkladu v Devonu. Zákon zmiňující yard země je první zdokumentovanou zmínkou o této jednotce. Yard byla plošná jednotka rovnající se čtvrtině popluží. Popluží byla jednotkou plochy neurčité velikosti měnící se v závislosti na lokalitě, ale mohlo představovat až 120 akrů (49 ha). Yard se v tomto smyslu později stal standardní držbou středověkého nevolníka a byl známý jako virgate. Anglický historik Frank Stenton (1880–1967) poznamenal, že „počátky statkářské ekonomiky jsou jasně vidět v Ineových zákonech“.
Pokuta za oslyšení branné povinnosti fyrd (povinnost vykonávat vojenskou službu pro krále) stanovená na 120 šilinků za šlechtice a 30 šilinků za ceorla bezděčně odhaluje, že ceorlové museli sloužit v armádě. Historici se neshodují na vojenské hodnotě ceorla, ale nepřekvapuje, že všichni svobodní muži měli bojovat, protože porážka mohla znamenat otroctví.
Jiný zákon stanovil, že kdokoliv obviněný z vraždy potřeboval mít mezi svými „pomocníky pod přísahou“ alespoň jednu vysoce postavenou osobu. Pomocník pod přísahou přísahal jménem obviněného, aby ho zbavil podezření ze spáchání trestného činu. Ineův požadavek znamená, že nedůvěřoval výpovědi pod přísahou učiněné pouze rolníky. Může to představovat významnou změnu oproti dřívější době, kdy se očekávalo, že ve prospěch obviněného budou vypovídat pod přísahou jeho příbuzní.
Zákony měly oddělená ustanovení pro Ineovy anglosaské a keltobritské poddané, zvýhodňující Anglosasy před britskými Kelty. V rámci anglosaského systému Wergeld byly kompenzace vyplacené za britské Kelty poloviční oproti těm, které byly vyplaceny za Sasy stejného společenského postavení, a také jejich přísahy měly menší hodnotu. Tento důkaz o neúplné integraci těchto dvou populací je podepřen výzkumem historie místních jmen, náboženských objektů a místní archeologií naznačujícími, že západní část Wessexu byla v době vydání Ineových zákonů řídce osídlena novými germánskými přistěhovalci. Za zmínku stojí, že ačkoli byly zákony vydány saským králem saského království, je v nich termín používaný k vymezení Ineových germánských poddaných Englisc. To ukazuje již v tomto raném období na existenci společné anglické identity, která zahrnuje všechny germánské národy Británie.

## Křesťanství
Ine byl křesťanský král, který vládl jako patron a ochránce církve. Prolog k jeho zákonům uvádí jménem jeho poradce, mezi nimiž jsou londýnský biskup Eorcenwald a winchesterský biskup Hædde. Král Ine říká, že zákony byly vytvořeny také na základě rady a poučení od „všech mých hrabat (ealdormen) a vůdčích rádců mého lidu a také velkého shromáždění služebníků Božích“. Zákony samy o sobě ukazují Ineovo křesťanské přesvědčení, když stanovují pokuty za nepokřtění dětí nebo neodvádění desátků. Král Ine podporoval církev zaštiťováním náboženských staveb, zejména v nové sherbornské diecézi, která byla v roce 705 oddělena od diecéze winchesterské. Král se proti tomuto rozdělení postavil a ignoroval hrozby exkomunikace z Canterbury. Souhlasil s ním, až když zemřel biskup Haedde.
První západosaské ženské kláštery byly založeny během Ineova panování jeho příbuznou Buggou, dcerou krále Centwina, a Ineovou sestrou Cuthburhou, která založila opatství Wimborne někdy poté, co se odloučila od svého manžela, northumbrijského krále Aldfritha. Na návrh sherbornského biskupa Aldhelma v roce 705 postavil král Ine kostel, který se později stal wellskou katedrálou. Anglosaská kronika také zaznamenává, že postavil minster v Glastonbury. Záznam se ale musí týkat jiné budovy nebo přestavby, protože v Glastonbury již existoval klášter keltský.
Král Ine se zasloužil o zřízení organizované církve ve Wessexu, i když není jasné, zda to byla jeho iniciativa. Je také spojován s nejstaršími známými západosaskými synodami. Jedné z nich předsedal osobně a podle všeho pronesl řeč před shromážděnými kleriky.
Podle tradice byl král Ine světcem a byl mu zasvěcen kostel sv. Iny v Llanině poblíž New Quay ve Walesu. Pravděpodobnějším vysvětlením ale je, že tento kostel byl dedikován velšskému svatému Inovi z 5. století.

## Abdikace, nástupnictví a život v Římě
V roce 726 král Ine odstoupil bez jednoznačného dědice a podle Bedy Ctihodného zanechal své království „mladším mužům“, aby se spolu svou manželkou Æthelburgou vydali na pouť do Říma, kde oba zemřeli. Abdikoval také Ineův předchůdce na trůně král Cædwalla, který rovněž odešel do Říma a byl zde pokřtěn papežem. Cílem pouti do Říma bylo zvýšit šance poutníka dostat se do nebe a podle Bedy Ctihodného se mnoho lidí v této době z téhož důvodu do Říma vydalo: „…šlechtici i prostí lidé, laici i klerici, muži i ženy“. Podle tradice Ine nebo mercijský král Offa měli založit tamní charitativní instituci Schola Saxonum v současné římské čtvrti Borgo. Schola Saxonum odvozuje své jméno od saských milic sloužících v Římě, ale nakonec se vyvinula v zájezdní hostinec pro anglické návštěvníky města.  Podle anglického kronikáře Rogera z Wendoveru založil kapli a hostel Ine v roce 727.
Ineovým nástupcem se stal král Æthelheard. Nevíme, zda Æthelheard byl Ineův příbuzný, ačkoli některé pozdnější zdroje říkají, že byl Ineův švagr. Æthelheardův nárok na trůn byl zpochybňován æthelingem Oswaldem. Je možné, že Æthelheardovi v neklidném období následujícím po Ineově abdikaci pomohla na trůn Wessexu mercijská podpora a ta ho také přivedla do sféry vlivu mercijského krále Æthelbalda.